# L'Éternel Retour
Pour les articles homonymes, voir Éternel retour.
Pour plus de détails, voir Fiche technique et Distribution.
L'Éternel Retour est un film français réalisé par Jean Delannoy, sorti en 1943.
Le film reprend la légende amoureuse de Tristan et Iseult est transposée par Jean Cocteau à l'époque moderne. Dans cette version cinématographique, Tristan devenu Patrice et Yseult appelée Nathalie revivent l'histoire d'amour éternel, tandis que le roi Marc devenu l'oncle Marc, une autre Nathalie aussi brune que la première est blonde, le nain Achille et de redoutables parents s’opposent à cette union. Le philtre et la mort font partie du jeu, ainsi que la haine et la jalousie.

## Synopsis
Marc (Jean Murat), veuf très riche, vit en Bretagne dans un château médiéval avec sa belle-sœur Gertrude (Yvonne de Bray), flanquée d’un vieux mari, Amédée Frossin (Jean d'Yd), et de leur fils le nain et fourbe Achille (Piéral) qui feignant d'être une victime exerce sa haine sur tous. Gertrude n'a qu'un seul objectif, faire du nain l'héritier de Marc. Mais ce dernier a une grande affection pour son neveu Patrice (Jean Marais), un jeune homme à la chevelure blond platine dont l’éclatante beauté rend jaloux le nain et les parents.
Devant la solitude de son oncle, et voulant faire son bonheur, Patrice le presse de se marier, et se propose d'aller lui-même lui chercher une épouse. Arrivé dans une île de pêcheurs, il la trouve en la personne de Nathalie à la chevelure blond platine (Madeleine Sologne), tendre souffre-douleur d'un colosse brutal, Morholt (Alexandre Rignault).
Non sans mal, Patrice arrache Nathalie à cette brute qui la maltraitait mais blessé au cours de la bagarre, il est soigné par Nathalie dans la maison de celle-ci et de sa tante Anne (Jane Marken). Patrice propose à Nathalie l'alliance avec son oncle. Celle-ci, bien que troublée par la personne de Patrice, accepte pour fuir l'île et le Morholt. Avant son départ, Anne lui donne un philtre d'amour, favorisant les sentiments, afin qu'elle le boive avec son futur mari. Pour tromper la vigilance d'éventuelles personnes, elle a écrit "poison" sur l'étiquette.
Arrivée au château, Nathalie, comme convenu, épouse Marc, très épris d'elle. Le mariage est à peine célébré que Gertrude et Achille, jaloux vont tenter de le détruire. Le nain Achille, toujours aussi fourbe et toujours aussi jaloux, espionne sans cesse Patrice et Nathalie, qui passent beaucoup de temps ensemble. À la faveur d'une nuit d'orage, Patrice propose à Nathalie, toujours sage, de faire des bêtises en buvant du cognac. Elle s'exécute, mais dans leurs deux verres, Achille a versé ce qu'il croyait être un poison et qui est l’élixir qui va révéler aux jeunes gens leur passion réciproque et les unir à jamais, à l'insu de l'oncle.
Marc, qui se doute de la complicité des deux amoureux, surprend Patrice dans la chambre de sa femme : il le chasse. Nathalie s’enfuit avec lui et les jeunes gens se réfugient dans un chalet de montagne. Plusieurs mois plus tard, Marc reprend Nathalie, malade, en l'absence de Patrice. Ce dernier, désespéré, retourne à la ville et va travailler chez un ami, le garagiste Lionel. La sœur de celui-ci, Nathalie la brune, s’éprend de Patrice qui consentira à l’épouser à condition qu’il puisse revoir une dernière fois Nathalie la blonde qui dépérit en son absence au château. Patrice se rend donc au château, une nuit, et là Achille aux aguets, le surprend et le blesse avec son revolver.
La blessure s'envenime. Nathalie la brune soigne Patrice, mais devine son amour pour Nathalie la blonde. Patrice étant très malade, Lionel part quérir sa bien-aimée et il annoncera son retour en fixant le foulard blanc de Nathalie la blonde au sommet du mât du bateau. Marc consent à accompagner sa femme jusqu’au chevet de son rival de neveu. Mais ils arriveront trop tard : quand le bateau de Nathalie la blonde est en vue, Nathalie la brune ment à Patrice en lui disant qu'elle ne voit pas le signal convenu. Patrice n’a plus la force de retenir sa vie et meurt. Nathalie la blonde vient s’allonger à ses côtés pour mourir à son tour.
Transformés en gisants Nathalie et Patrice trouvent leur accomplissement final.

## Fiche technique
- Titre : L'Éternel Retour
- Réalisation : Jean Delannoy
- Scénario : Jean Cocteau
- Décors : Georges Wakhevitch
- Costumes : Georges Annenkov
- Photographie : Roger Hubert
- Musique : Georges Auric
- Production : DisCina (André Paulvé)
- Lieux de tournage : Studios de la Victorine à Nice[1]
- Montage : Suzanne Fauvel
- Pays d'origine :  France
- Format : Noir et blanc – Mono
- Genre : Drame
- Durée : 115 minutes
- Date de sortie :
  - France - 13 octobre 1943
- Affiche : René Péron (France)

## Distribution
- Jean Marais : Patrice
- Madeleine Sologne : Nathalie (la blonde)
- Jean Murat : Marc
- Junie Astor : Nathalie (la brune)
- Roland Toutain : Lionel
- Piéral : Achille Frossin
- Jean d'Yd : Amédée Frossin
- Yvonne de Bray : Gertrude Frossin
- Alexandre Rignault : Morholt
- Jane Marken : Anne
- Jacques Baumer
- Le chien Moulouk[2]
- Sandra Venturini
- Robert Sidonac

## Genèse du film
Marcel Carné et Jacques Prévert n’avaient pas prévu que leur film Les Visiteurs du soir, conte médiéval énigmatique, histoire d’un amour plus fort que la mort et que le diable, sorti en 1942, ouvrirait la voie à « L’Éternel Retour » de Jean Delannoy (1943), transposition moderne (dans les années 1940) de la célèbre légende médiévale de Tristan et Iseult.
Considérant que les deux plus grands textes à avoir traversé les siècles sont les épopées romantiques de Roméo et Juliette et de Tristan et Iseult, Cocteau décide de donner sa vision du second, une adaptation du mythe, et de faire de Jean Marais son Tristan,. Jean Cocteau a écrit le synopsis et les dialogues. Il a fait le découpage, choisi les interprètes et le metteur en scène, Jean Delannoy. Comme source de son travail, il a utilisé la version de l’histoire de Tristan et Iseult, en français moderne, écrite par Joseph Bédier, parue pour la première fois en 1900.
Cocteau choisit pour le titre du film le concept nietzschéen Éternel Retour qui évoque une pensée de Nietzsche sur l'éternel recommencement et l'éternité des choses, et que Cocteau applique à la légende de Tristan et Iseult.
« Ce titre emprunté à Nietzsche, veut dire ici que les mêmes légendes peuvent renaître, sans que leurs héros s'en doutent - éternel retour de circonstances très simples qui composent la plus simple de toutes les grandes histoires de cœur. » Jean Cocteau

## Tournage et succès du film
Le film a été tourné du 15 mars à la fin juin 1943. Pour les extérieurs marins, à défaut de la Bretagne qui était une zone interdite d'accès à cause de la guerre et de la côte Méditerranéenne non autorisée par les autorités italiennes, l'équipe de tournage s'est rabattue sur les bords du lac Léman. Certaines des scènes extérieures sont prises en contrebas du Château de Pesteils dans le Cantal, ainsi qu'Évian et Meillerie (Haute-Savoie), Nice et Valberg (Alpes-Maritimes) et pour les scènes intérieures dans les Studios de la Victorine à Nice.
Dans son autobiographie, Jean Marais dit ceci : « Jean Cocteau avait exigé que Madeleine Sologne et moi, nous allions en même temps chez le coiffeur, afin d'avoir la même couleur de cheveux. On nous décolorait ensemble, mais nos natures de cheveux ne se ressemblaient pas. Nous repartions parfois du salon avec des cheveux bleus, mauves ou verts... À notre passage les gens se retournaient, scandalisés. »
Jean Marais et Madeleine Sologne, deux blondeurs éthérées, forment pour l’époque une sorte d’idéal romantique, les icônes d'une jeunesse qui voulait se reconnaître en eux.
Ombre au tableau, aucune compagnie ne voulant assurer Yvonne de Bray à cause de son éthylisme, Cocteau et Marais veillent sur elle pour qu'elle ne boive pas durant leur séjour au Négresco de Nice.
Ce film connut un immense succès en 1943, faisant de Jean Marais une star (avec son chien Moulouk). Il lança la mode du pull Jacquard que Marais porte dans le film.
À Paris, dans les jardins du Palais-Royal, les admiratrices de "Patrice" s'installent sur des chaises pour surveiller les fenêtres de l'appartement, à l'entresol, que Marais partage avec Cocteau. Elles font difficilement la différence entre le rôle de l'acteur et l'acteur lui-même. Elles ont aimé le film, elles ont aimé "Patrice" et donc elles poursuivent Marais. Et des jeunes filles, il y en a partout. Dans l'escalier de la rue de Montpensier où, quand il ouvre sa porte, il se sent cerné pour les autographes, dans la rue où elles le poursuivent jusqu'au métro. Parfois, tout de même, la gentillesse de l'acteur est mise à mal. Il s'emporte pour repousser les demandes harcelantes. Il refuse la gloire que Cocteau lui rappelle qu'il doit assumer.
Avec ce succès populaire, Jean Marais reçoit plus de trois cents lettres d'admiratrices par jour. Sa mère Rosalie, qui sait parfaitement imiter sa signature, est chargée de leur répondre. Les fans n'en sauront jamais rien.

## Polémique autour du film
À sa sortie en salle, le film déclencha une polémique intense entre les critiques, certains l’accusant de défaitisme, et lui reprochant le caractère « aryen » (les cheveux blonds) des interprètes. Leur hostilité envers Cocteau leur faisait attribuer les mérites du film au seul Delannoy et les comparaisons avec Les Visiteurs du soir exaspéraient Cocteau. Il n’en reste pas moins que ce fut un grand succès public. Le film triompha longtemps dans les salles.
Christian Dureau a écrit : « La critique française à la sortie du film est unanime : « L’Éternel Retour » est une réussite. Mais il faut signaler la haine de certains critiques envers Jean Cocteau, par exemple René Barjavel (L’écho des étudiants, Montpellier, 13 octobre 1943) : « Cocteau est un être faux. Nous entendons par là que rien n’existe en lui d’authentique. Ni chair, ni cœur, ni esprit, … » ou François Vinneuil (pseudonyme de Lucien Rebatet) (Tristan en chandail, Je suis partout, 15 octobre 1943 - no 636).
Par contre, l’accueil de la presse anglaise est très inattendu. Le film sort le 14 février 1946 au cinéma Curzon à Londres. Le critique du Daily Express écrit notamment : « Il y a dans ce film une atmosphère gothique pestilentielle, un mysticisme du culte de la mort. Le héros est aussi blond et inexpressif que n’importe lequel des milliers de parachutistes S.S. prisonniers que j’ai vus en Normandie voici deux ans. Il n’y a rien de français ici … ». Campbell Dixon (1895-1960) ajoute dans le Daily Telegraph : « Il est dommage que Jean Cocteau et ses collaborateurs aient souillé ce film avec des marques de l’idéologie allemande aussi criantes que des croix gammées. Ce que certaines personnes trouveront inexcusable, c’est la tentative pour germaniser les amants, pour leur donner les qualités physiques et morales si chères à la fiction nazie. On a fouillé les studios français pour trouver les types germaniques, et cela signifie, dans le cas d’Yseult au moins, la conversion d’une actrice brune au blond platine ».
Le film est présenté en Grande-Bretagne par le distributeur Arthur Rank et certains observateurs se demandent si la presse anglaise n’a pas monté une cabale contre la politique de distribution d’œuvres étrangères, françaises essentiellement, pratiquée par la firme de « l’homme au gong » (Rank Organisation) ».
La légende de Tristan et Iseult, dont les péripéties se déroulent au Moyen Âge, à la cour du roi Marc’h (Marc de Cornouailles), en Irlande et en Bretagne au XIIe siècle, sont celles de Thomas d'Angleterre et de Béroul dont s’inspira l’écrivain Joseph Bédier (1864-1938) pour écrire en 1900, Le roman de Tristan et Iseult. De toutes les versions de cette légende, la plus célèbre demeure celle, musicale, de Richard Wagner, Tristan und Isolde (1865).
En 1945, « L’Éternel Retour » est le vainqueur des grands prix du Challenge International (Belgique), pour fêter le cinquantenaire du cinéma.

## Autour du film
En 2021, l'exposition à la Cinémathèque française de Jean-Paul Gaultier sur l'histoire croisée du cinéma et de la mode, Cinémode, a présenté la longue robe blanche que portait Madeleine Sologne dans le film, une robe à plis en jersey de soie créée par Georges Annenkov et réalisée par les ateliers Marcel Rochas.